# Theo Schuurmans
Theo Schuurmans (Neerpelt, 19 april 1957) is een Belgisch politicus voor de CD&V. Van 2006 tot 2018 en van 2022 tot 2023 was hij burgemeester van Hamont-Achel.

## Levensloop
Theo Schuurmans werd in 1983 gemeenteraadslid van Hamont-Achel. Van 1986 tot 1991 was hij voorzitter van de Limburgse afdeling van CVP-Jongeren en van 1995 tot 2007 voorzitter van de intercommunale Regionale Milieuzorg.
Na de provincieraadsverkiezingen van 2000 werd hij provincieraadslid, wat hij bleef tot na de verkiezingen van 2006. In de provincieraad was hij tevens CD&V-fractieleider. In Hamont-Achel werd hij eerste schepen, bevoegd voor Financiën, Onderwijs en Milieu.
Op 1 januari 2006 volgde hij Harrie Meeuwissen als burgemeester van Hamont-Achel op. Na de gemeenteraadsverkiezingen van 2018 werd zijn partij naar de oppositie verwezen en volgde Rik Rijcken (Pro Hamont-Achel) hem als burgemeester op. In 2022 dienden de oppositiepartijen echter een motie van wantrouwen tegen de coalitie Pro Hamont-Achel en N-VA in en werd Schuurmans opnieuw burgemeester. Op 1 oktober 2023 volgde partijgenoot Tom Cox hem op.
Schuurmans bekleedt of bekleedde mandaten bij de intercommunales Infrax Limburg, Landwaarts, Publi-T, Inter-Energa, Inter-Regies en Bosgroep Noordoost-Limburg. Hij is gehuwd met Riki Pinxten, die bestuurder van de LRM was.